# Lista de histórias derivadas de Sandman
A revista de história em quadrinhos Sandman, escrita por Neil Gaiman publicada pelo selo Vertigo da DC Comics foi concluída na edição 75, lançada em março de 1996. Porém, durante sua publicação e depois dela, várias histórias em quadrinhos, graphic novels e outro spin-off foram feitos usando os mesmos personagens, conceitos e universo. 
Alguns desses spin-offs foram feito por Neil Gaiman, o autor original da série. A maioria, porém, foram feitos por outros autores.

## Séries Derivadas

### O Sonhar
Um título mensal inspirado na obra Sandman de Neil Gaiman. O título foi publicado entre junho de 1996 e maio de 2001, rendendo 60 volumes, além de um volume especial chamado "Trial and Error" (“Tentativa e Erro, em tradução literal”). Essa revista em quadrinho tem o foco nos habitantes do “Sonhar”, a terra dos sonhos governada por Sonho dos Perpétuos, com raras aparições de Sonho. Se passa cronologicamente após o fim de Sandman.

### Lúcifer
Uma série mensal desenhada por Mike Carey, iniciada em junho de 2000, e finalizada com 75 edições em junho de 2006. A história é focada em Lúcifer e se passa cronologicamente após os eventos do arco “Estação das Brumas” de Sandman. Foi criada inicialmente como parte da coleção "Sandman Apresenta", em três volumes, mas se tornou uma série independente após o quarto volume. Teve um encadernado publicado com os sete primeiros volumes em julho de 2012, pela editora Panini, mas a publicação não foi continuada.

### Sandman: O Teatro do Mistério
Uma série mensal de autoria de Matt Wagner e Steven T. Seagle estrelando Wesley Dodds, o Sandman da Era de Ouro, em um cenário de filme antigo. Foi publicado/revivido pelo selo Vertigo como resultado do sucesso da série Sandman de Neil Gaiman. Foi serializado entre 1993 e 1999, totalizando 70 volumes. Um encadernado com os quatro primeiros volumes foi publicado pela editora Panini em setembro de 2014.

### Dead Boy Detectives
Um título mensal de autoria de Toby Litt e Mark Buckingham seguindo as aventuras de Charles Rowland e Edwin Paine, os “Garotos Mortos Detetives”, dois estudantes mortos que viajam o mundo resolvendo mistérios. Charlie e Edwin são originários do volume 25 da série Sandman, chamado de “Estação das Brumas: Capítulo 04”; os eventos dessa série se passam algum tempo depois dessa história. O título foi lançado em dezembro de 2013, e ainda está em publicação.

## Minisséries

### Minisséries
- Morte: O Preço da Vida (1993): é a primeira de duas minisséries de três volumes escritas por Neil Gaiman estrelada por Morte dos Perpétuos, a irmã mais velha de Sonho. Conta a história de um dos dias que ocorrem a cada cem anos, nos quais Morte passa o dia como mortal para entender melhor seu trabalho.[7] Essa história foi compilada mais tarde como parte do encadernado “Death – Absolute Edition” (Morte – Edição Definitiva, no Brasil).[8]
- WitchCraft (1994): é a primeira de duas minissérie de três edições estrelando “As Três Bruxas” (as Moiras), personagens da revista em quadrinhos Sandman de Neil Gaiman.[9]
- Morte: O Grande Momento da Vida (1996):  é a segunda de duas minisséries de três volumes escritas por Neil Gaiman estrelada por Morte dos Perpétuos, a irmã mais velha de Sonho.  Tem como protagonistas Hazel e Foxglove, personagens do arco “Um Jogo de Você”, da série Sandman.[10]  Esse história foi compilada mais tarde como parte do encadernado “Death – Absolute Edition” (Morte – Edição Definitiva, no Brasil).[8]
- WitchCraft: La Terreur (1998): é a segunda de duas minissérie de três edições estrelando “As Três Bruxas” (as Moiras), personagens da revista em quadrinhos Sandman de Neil Gaiman.[11]
- The Girl Who Would Be Death (1999): é uma minissérie de quatro volumes, onde há aparição de Morte dos Perpétuos.[12]
- Destino: Crônicas de Mortes Anunciadas (2000), uma minissérie em três edições estrelando Destino dos Perpétuos, o irmão mais velho de Sonho. Foi escrito por Alisa Kwitney e desenhado por Kent Williams, Michael Zulli, Scott Hampton e Rebecca Guay. Conta a história de um mundo apocalíptico, onde uma terrível praga se disseminou e ameaça dizimar a humanidade. O foco é nos habitantes de uma pequena cidade do século 21, que se escondem em suas casas e aguardando o inevitável, até que um estranho misterioso chega e oferece respostas saídas do mítico Livro do Destino. Essa minissérie foi lançada como parte da coleção “Sandman Apresenta” – apesar de não pertencer a essa coleção –  um encadernado em maio de 2012, pela Editora Panini.[13]
- Sandman: Os Caçadores de Sonhos (2009): uma minissérie em quadrinhos com quatro edições. Foi desenhada por P. Craig Russell, baseada na novela em prosa homônima, de autoria de Neil Gaiman e Yoshitaka Amano, publicada em 1999.[14]  Foi publicado no Brasil pela editora Panini em novembro de 2011 como parte da coleção “Sandman Apresenta”, apesar de no original não pertencer a ela.[15] Foi mais tarde compilada como parte do volume 05 de “Sandman – Absolute Edition” (“Sandman – Edição Definitiva”, no Brasil).[16]

### Especiais e one-shots
- Sandman Especial: A Canção de Orfeu (1991): um volume especial de Sandman que conta a história do herói grego Orfeu, que no universo de Sandman é filho de Sonho dos Perpétuos. A história foi escrita por Neil Gaiman e desenhada por Bryan Talbot, e contou com quatro pequenos capítulos e um epílogo. Foi mais tarde compilada junto no volume 03 de “Sandman – Absolute Edition” (“Sandman – Edição Definitiva”, no Brasil), servindo como um epílogo para o arco “Vidas Breves” de Sandman.[17]
- Vertigo Preview (1992/93): foi uma antologia do selo Vertigo onde foram publicadas histórias curtas de diversos artistas. Uma delas foi uma pequena história de sete páginas chamada A Fear of Falling (Medo de Cair, em português), escrita por Neil Gaiman e desenhada por Kent Williams. Foi mais tarde compilada como parte do volume 03 de “Sandman – Absolute Edition” (“Sandman – Edição Definitiva”, no Brasil).[17]
- Vertigo Jam (1993): foi uma antologia do selo Vertigo onde foram publicadas histórias curtas de diversos artistas. Uma delas foi uma pequena história de oito páginas chamada “The Castle” (O Castelo, em tradução literal), escrita por Neil Gaiman e desenhada por Kevin Nowlan. Foi mais tarde compilada como parte do volume 04 de “Sandman – Absolute Edition” (“Sandman – Edição Definitiva”, no Brasil).[18]
- The Children's Crusade (1993/94): uma história de duas partes, estrelado por Charles Rowland e Edwin Paine, os Garotos Detetives Mortos, que percorrem os então títulos da Vertigo: Orquídea Negra, Homem Animal,Monstro do Pântano, Patrulha do Destino e Os Livros da Magia.[19]
- Sandman: O Teatro da Meia-noite (1995): uma história curta especial de “Sandman – O Teatro do Mistério”. A história mostra como Wesley Dodds, o Sandman da Era de Ouro dos quadrinhos, conhece Sonho dos Perpétuos, o Sandman da Era Moderna. A história foi feita por Neil Gaiman, Matt Wagner e Teddy Kristiansen.[20] Foi mais tarde compilada como parte do volume 05 de “Sandman – Absolute Edition” (“Sandman – Edição Definitiva”, no Brasil).[16]
- Vertigo: Winter's Edge 1 (1997): o primeiro volume da antologia anual de inverno do selo Vertigo, onde eram publicadas histórias curtas de diversos artistas.  Entre as histórias da revista, esteve uma história curta de dez páginas, chamada “As Flores da Paixão – Uma História de Desejo”, estrelando Desejo dos Perpétuos. A história foi escrita por Neil Gaiman e desenhada por John Bolton. Foi mais tarde compilada como parte do volume 02 de “Sandman – Absolute Edition” (“Sandman – Edição Definitiva”, no Brasil), sendo a primeira vez que foi relançada após o lançamento original.[21]
- Vertigo: Winter's Edge 2 (1998): o segundo volume da antologia anual de inverno do selo Vertigo, onde eram publicadas histórias curtas de diversos artistas. Entre as histórias da revista, esteve uma história curta de seis páginas, chamada “Um Conto de Inverno”, estrelando Morte dos Perpétuos. A história foi escrita por Neil Gaiman e desenhada por Jeff Jones. Foi compilada mais tarde como parte do encadernado “Death – Absolute Edition” (Morte – Edição Definitiva, no Brasil).[8]
- Vertigo: Winter's Edge 3 (1999): o terceiro volume da antologia anual de inverno do selo Vertigo, onde eram publicadas histórias curtas de diversos artistas. Entre as histórias da revista, esteve uma história curta de nove páginas, chamada “Como Eles se Encontraram – Uma História de Desejo”, estrelando Desejo dos Perpétuos. A história foi escrita por Neil Gaiman e desenhada por Michael Zulli. Foi mais tarde compilada como parte do volume 03 de “Sandman – Absolute Edition” (“Sandman – Edição Definitiva”, no Brasil).[17]
- Vertigo Visions 04: Prez (2001): é um one-shot estrelando o antigo personagem da DC Comics, Prez Rickard (o primeiro presidente adolescente). Prez Rickard foi protagonista de uma série com quatro volumes, lançadas entre 1973 e 1974, mas sua revista foi cancelada. O personagem teve sua história reinventada por Neil Gaiman na edição 54 de Sandman, chamada de “O Menino de Ouro”. Nesse one-shot, que se passa após a história contada em Sandman, temos um adolescente chamado PJ, que junto com seus dois amigos procuram Prez, que PJ acha que é seu pai. Nesse one-shot, quando PJ e seus amigos visitam a casa de Prez, há uma foto dele com Sonho dos Perpétuos.[22]

### Sandman Apresenta
Inicialmente O Sonhar, o primeiro spin-off de Sandman, servia como série antológica contando contos desconectadas de vários personagens do universo de Sandman. Quando foi decidido que O Sonhar seria refeito como uma série independente, foi buscada uma outra saída para continuar a contar histórias de estilo antologia do universo Sandman. Assim, entre 1999 e 2004, foi publicada uma coleção de minisséries e one-shots sob um nova bandeira, chamada "Sandman Apresenta", contando contos de vários personagens de secundários relacionados à franquia Sandman. As histórias se passam cronologicamente após o fim de Sandman.
- Sandman Apresenta: Lúcifer – A Opção Estrela-da-Manhã: é minissérie em três edições, publicada entre março e maio de 1999. Nessa minissérie, Lúcifer (tendo se aposentado do inferno para criar um clube de jazz), é abordado por um anjo que pede que ele execute um serviço para o céu que os próprios anjos não podem fazer, e pelo qual ele será muito bem pago. Fez grande sucesso, e por isso foi transformado em uma série independente. Teve um encadernado publicado em julho de 2012, pela editora Panini.[23] Autores: Mike Carey, Scott Hampton.
- Sandman Apresenta: Love Street: é minissérie em três edições, publicada entre julho e setembro de 1999. Na história, um fugitivo chamado Olli faz amizade com ninguém menos do que um jovem John Constantine, e com ele entra em um mundo do ocultismo. Ao mesmo tempo, os habitantes do Sonhar buscam por seu mestre desaparecido.[24]   No Brasil, foi publicada pela editora Brainstore em 2003.[carece de fontes?] Autores: Peter Hogan, Michael Zulli, Vince Locke.
- Sandman Apresenta: Merv Cabeça de Abóbora, Agente do S.O.N.H.A.R. (one-shot, 2000). Na história, um sonho renegado invade o palácio de Sonho dos Perpétuos e rouba um pouco da areia dos sonhos de sua algibeira. Com Merv Cabeça de Abóbora está sempre disposto a bancar o agente secreto, voluntaria-se para rastrear o sonho e trazer a areia de volta. A história é dividida em oito pequenos capítulos, cada um com o nome baseado em um filme de 007. Foi publicado no Brasil pela Editora Panini em agosto de 2012, como parte de um encadernado chamado “Sandman Apresenta: Contos Fabulosos”, que reunia várias histórias de autoria de Bill Willinghan.[25] Autores: Bill Willinghan e Mark Buckingham.
- Sandman Apresenta: Petrefax: é minissérie em quatro edições, publicada entre março e junho de 2000. A história segue as viagens do coveiro Petrefax, introduzido pela primeira vez durante o arco "Fim dos Mundos" de Sandman. Autores: Mike Carey, Steve Leialoha.[26]
- Sandman Apresenta: Os Garotos Mortos Detetives: é minissérie em quatro edições, publicada entre agosto e novembro de 2001. Segue as aventuras de Charles Rowland e Edwin Paine, os “Garotos Mortos Detetives”, após os eventos do volume 25 da série Sandman, chamado de “Estação das Brumas: Capítulo 04”.[27]
- Sandman Apresenta: O Coríntio – Morte em Veneza: é minissérie em três edições, publicada entre dezembro de 2001 e fevereiro de 2002. A história segue o Coríntio, mostrando como ele chega a Veneza logo após deixar “O Sonhar” durante o cativeiro de Sonho dos Perpétuos.[28] Autores: Darko Macan e Danijel Zezelj.
- Sandman Apresenta: Tudo que Você Sempre Quis Saber Sobre Sonhos... Mas Tinha Medo de Perguntar (one-shot, Julho de 2001). Uma coleção de oito histórias curtas, estrelando personagens da série “Sandman” e “O Sonhar”, respondendo perguntas sobre os sonhos e o mundo do Sonhar. Foi publicado no Brasil pela Editora Panini em agosto de 2012, como parte de um encadernado chamado “Sandman Apresenta: Contos Fabulosos”, que reunia várias histórias de autoria de Bill Willinghan.[25] Autores: roteiro de Bill Willinghan e arte de Mark Buckingham, Albert Monteys, Duncan Fegredo, Kein Nowlan, Jason Little e Niko Henrichon.
- Sandman Apresenta: As Fúrias (one-shot, 2002). A história segue Lyta Hall, a semi-humana e semifúria que foi usada pelas “Fúrias” como meio para destruir Sonho dos Perpétuos, e sua viagem para a Grécia, onde se vê perdida nos poços fétidos do Hades e acaba se tornando um peão em um jogo mortal entre os mais poderosos deuses da mitologia e a inimitável ameaça tripla que são… As Fúrias [29]. Foi publicada no Brasil pela editora Panini em julho de 2011.[30] Autores: Mike Carey e John Bolton.
- Sandman Apresenta: A Tessalíada: minissérie em quatro edições, publicada entre março e junho de 2002. A história é segue Thessaly, a última das poderosas bruxas da Tessália e antigo romance de Sonho dos Perpétuos. Foi publicada pela editora Panini na revista mensal “Vertigo”, entre outubro de 2009 e fevereiro de 2010.[31] Autores: Bill Willingham e Shawn McManus.
- Sandman Apresenta: Bast - Jogo da Eternidade: minissérie em três edições, publicada entre março e maio de 2003. Na história, a deusa egípcia Bast, que desde o fim de Sandman estava negligenciada e começou morreu, tenta um grande retorno como deusa. Autores: Caitlin R. Kiernan, Joe Bennett.[32]
- Sandman Apresenta: Thessaly – Bruxa de Aluguel: minissérie em quatro edições, publicada entre abril e julho de 2004. Na história, a última das bruxas da Tessália, Thessaly (do arco “Um Jogo de Você”, de Sandman), tem que enfrentar Cupido, o deus do amor, e uma horda de monstros que o apoiam. Autores: Bill Willingham, Shawn McManus.[33]

## Coleções de Imagens
- Morte, Uma Galeria (1994): uma coleção de 33 imagens, feitas por diversos artistas, estrelando Morte dos Perpétuos. Foi compilada mais tarde como parte do encadernado “Death – Absolute Edition” (Morte – Edição Definitiva, no Brasil).[8]
- Sandman: Uma Galeria de Sonhos (1994): uma coleção de 33 imagens, feitas por diversos artistas, estrelando Sonho dos Perpétuos. Foi mais tarde compilada como parte do volume 02 de “Sandman – Absolute Edition” (“Sandman – Edição Definitiva”, no Brasil).[21]
- A Galeria dos Perpétuos (1995): uma coleção de 31 imagens, feitas por diversos artistas, sobre os sete Perpétuos. Foi mais tarde compilada como parte do volume 03 de “Sandman – Absolute Edition” (“Sandman – Edição Definitiva”, no Brasil).[17]
- A Galeria Vertigo: Sonhos e Pesadelos (1995): uma coleção e imagens retratando personagens do universo Vertigo (incluindo Sonho, Morte e as Três Bruxas).[34]
- Sandman: Capas na Areia: um livro reúne todas as capas originais feitas pelo artista Dave McKean para a série Sandman. Tem como extra a história chamada “A Última História de Sandman”, na qual Neil Gaiman, o autor da série Sandman, encontra sua criação: Sonho dos Perpétuos [35]. Foi lançado no Brasil pela editora Brainstore em 2005.

## Graphic novels
- Os Pequenos Perpétuos (2001): uma graphic novel feita no estilo de conto ilustrado, representando os Perpétuos em versões infantis. Na história Delirium, a mais jovem dos Perpétuos, está desaparecida, e cabe ao seu fiel cão, Barnábas, percorrer os misteriosos reinos dos outros Perpétuos para encontrar sua dona. Essa história nasceu devido ao sucesso da edição 40 de Sandman, chamada de “Convergência: O Parlamento das Gralhas”, onde Sonho e Morte aparecem em versões infantis. A história foi escrita e ilustrada por Jill Thompson ”.[36] Foi publicado no Brasil pela editora Panini em fevereiro de 2014.[37]
- Sandman: Noites Sem Fim (2003): uma graphic novel com sete capítulos, cada um estrelando um dos Perpétuos. Cronologicamente, os capítulos estão situados ao longo da história do universo, mas dois deles ocorrem após os eventos finais da série mensal de Sandman. As histórias foram escritas por Neil Gaiman e desenhadas por um artista diferente para cada história.[38].  Foi mais tarde compilada como parte do volume 05 de “Sandman – Absolute Edition” (“Sandman – Edição Definitiva”, no Brasil).[16] Teve dois lançamentos no Brasil, sendo o último em dezembro de 2014 pela editora Panini.[39]
- Death: At Death's Door (2004): lançada no Brasil como “Morte – A Festa” em 2004, pela editora Conrad,[carece de fontes?] essa história é uma graphic novel em estilo mangá, escrita e ilustrada por Jill Thompson. A história mostra as atividades de Morte durante o arco “Estação das Brumas” de Sandman.[40]
- Garotos Mortos Detetives (2005): uma graphic novel em estilo mangá, escrita e ilustrada por Jill Thompson, que é um spin-off/sequela de Death: At Death’s Door.[41]
- God Save the Queen (2007): graphic novel escrita por Mike Carey e ilustrada por John Bolton.[42]
- A Festa de Delirium: Uma Aventura dos Pequenos Perpétuos (2011): uma nova história de Os Pequenos Perpétuos (2001). Nessa história, para ajudar a pequena Desespero a se livrar da tristeza de uma vez por todas, Delirium decide fazer uma festa para sua sisuda irmã e convida todos os seus irmãos Perpétuos para animá-la. Assim como a primeira versão, a história foi escrita e ilustrada por Jill Thompson.[43] Foi publicado no Brasil pela editora Panini em março de 2014.[44]

## Trabalhos em prosa
- The Sandman: Book of Dreams (1996): uma coleção de histórias curtas em prosa que retratam o mundo de Sandman de alguma forma. Ele contém o trabalho de alguns contribuintes notáveis, entre eles Caitlin R. Kiernan, Tad Williams, Gene Wolfe, Tori Amos e Colin Gronelândia. A editora DC Comics alegadamente impês termos restritivos sobre autores contribuintes, levando a alguns autores à retiram suas histórias.[45]
- Sandman: Os Caçadores de Sonhos (1999): um romance em prosa, que incorpora um conto popular japonês à mitologia Sandman, escrito por Neil Gaiman e ilustrado por Yoshitaka Amano. Não é realmente baseado em qualquer folclore japonês existente, mas sim incorpora elementos do folclore e da mitologia chinesa e japonesa em um novo mito.[46]  Foi publicada no Brasil pela editora Panini em agosto de 2014.[47] Foi mais tarde compilada como parte do volume 05 de “Sandman – Absolute Edition” (“Sandman – Edição Definitiva”, no Brasil).[16]